# Universitat Lliure de Brussel·les
|  | Aquest article tracta de la universitat de parla francesa, si cerqueu la universitat de parla neerlandesa vegeu Vrije Universiteit Brussel. |

La Universitat Lliure de Brussel·les o ULB, (en francès Université libre de Bruxelles) és una universitat francòfona belga situada a la ciutat de Brussel·les.

## Història

### Origen
La Universitat lliure de Brussel·les va ser fundada el 1834, en aquest període que va seguir la independència de Bèlgica i que va conèixer la desorganització de l'ensenyament superior.
Les tres universitats d'Estat fundades en l'època neerlandesa - Gand, Suro, Louvain - perden diverses facultats. Auguste Baron i Adolphe Quetelet havien imaginat des de 1831 a la seva lògia maçònica Les Amis philanthropes (Els Amics filantrops) la idea d'una universitat «lliure». La creació, el 1834, de la Universitat catòlica de Malines, sota la impulsió dels bisbes de Bèlgica, va ser el detonador que va empènyer el món liberal a reaccionar ràpidament. El jurista Théodore Verhaegen, Venerable Mestre de Els Amics filantrops, va fer el juny de 1834 una crida a una subscripció en els mitjans liberals i a les lògies del Grand Orient de Belgique en vista d'una universitat «lliure» que combatria « la intolerància i els prejudicis» escampant la filosofia de les Llums. Es va fer tanmateix fixar-se a Verhaegen la utopia del seu projecte, ja que no disposava ni de professors, ni de locals, ni de diners.
Va ser amb l'ajut del batlle de Brussel·les i francmaçó, Nicolas-Jean Rouppe, que va trobar locals a l'antic palau de Carles Alexandre de Lorena, a la plaça del Museu. Verhaegen va annexar al seu projecte l'Escola de medecina i va trobar professors entre els homes d'experiència del Museu de les Ciències i de les Lletres. La Facultat de dret va ser confiada a professors benèvols, com Henri de Brouckère, que era també francmaçó. El 20 de novembre de 1834, Auguste Baron, en el seu discurs d'inauguració, definia l'esperit de la universitat lliure :
«Jurem inspirar els nostres alumnes, quin sigui l'objecte del nostre ensenyament, l'amor pràctic dels homes que són germans, sense distinció de casta, d'opinió, de nació; jurem ensenyar-los a consagrar els seus pensaments, els seus treballs, els seus talents a la felicitat i a la millora dels seus conciutadans i de la humanitat... »

### Elseglexix
El primer any universitari podia començar amb els seus trenta-vuit professors i noranta-sis estudiants. A l'origen, porta el nom d'Universitat Lliure de Bèlgica i es compon de quatre facultats : filosofia i lletres, dret, ciències i medecina. A partir de 1836, va canviar de nom i es va dir la Universitat Lliure de Brussel·les.
Fins a 1847, la universitat va viure de les subscripcions llançades pel Gran Orient i diverses lògies maçòniques del país, com la dels Amics filantrops. A més a més de les dificultats financeres, l'Església i l'Estat feien pesar amenaces sobre la jove Universitat lliure de Brussel·les. La llei sobre l'ensenyament superior de 1835 suprimia la universitat d'Estat de Louvain, el que va permetre a la universitat catòlica de Malines d'instal·lar-se en la ciutat de la província de Brabant on va prendre el nom d'Universitat catòlica de Louvain. Quedaven doncs dues universitats de l'Estat - Gand i Suro - que viren a la Universitat lliure de Brussel·les una competidora que no podia reivindicar el monopoli del lliure pensament. Pel que fa als bisbes, lamentaven d'admetre l'existència d'una universitat que es proclamava autònoma i que escapava així al seu control. La premsa catòlica va militar contra l'ensenyament dispensat a Brussel·les. Verhaegen va respondre a tots els atacs en un discurs acadèmic ressonant on va proclamar : 
«Partint de la llibertat d'ensenyament, realitzem la llibertat en l'ensenyament. »
Superant aquestes baralles, la universitat lliure es va fer una institució reconeguda. La població estudiantil anava en augment i es va poder el 1842 traslladar a un nou edifici, el Palais Granvelle situat a la rue des Sols i la rue de l'Impératrice.
El 1861 els estatuts van ser revisats i l'article 1 postularà des d'aleshores que:
«El lliure examen és el principi fundador en el qual la Universitat basa el seu ensenyament i la seva recerca. Predica, en matèria de saber, una total llibertat de judici i el rebuig de l'argument d'autoritat. »
El 1873, la universitat va obrir la seva escola politècnica on es van poder oferir uns ensenyaments pràctics.
El 1880, va ser la primera a Bèlgica a permetre a les dones accedir als cursos, concretament a l'Institut de farmàcia. Abans d'allò algunes havien anat a estudiar a universitats estrangeres, principalment a facultats de medecina. No hi havia tanmateix a Bèlgica cap restricció legal pel que fa a l'accés de les dones als estudis superiors. Però tradicionalment, només els homes entraven a la universitat, i sobretot, cap escola secundària no preparava les noies per a tals estudis.
El 7 de juliol de 1886, un incendi va destruir l'ala esquerra de l'edifici a la rue des Sols. La sala acadèmica, la biblioteca i una part de les col·leccions mineralògiques van desaparèixer a les flames. La reconstrucció va trigar sis anys.
El 20 de novembre era d'ençà l'obertura un dia de permís a la Universitat lliure de Brussel·les però no és fins al 1888, a iniciativa dels estudiants, que es van organitzar les primeres celebracions de la Saint-Verhaegen.
El 1893, la Universitat lliure de Brussel·les es va beneficiar d'un mecenatge de gran envergadura que va acabar el desenvolupament de la Facultat de medicina : Ernest Solvay la va dotar d'un Institut de fisiologia implantat al parc Léopold a Etterbeek (aquests locals són actualment ocupats pel Lycée Émile Jacqmain, una escola secundària molt reputada, força a la vora de la Universitat lliure de Brussel·les); Raoul Warocqué, d'un Institut d'anatomia; Alfred Solvay i alguns altres, d'un Institut d'higiene i de bacteriologia.
El 1899 va ser creada l'Escola de les ciències polítiques i socials.

### Afers Dwelshauwers i Reclus
Tot i l'origen certament anticlerical però malgrat això catòlic, o almenys espiritualista o deista, la universitat veurà en el transcurs dels últims decennis del segle xix el desenvolupament d'un corrent ateu i antidogmàtic així com el desenvolupament científic positivista portat per Auguste Comte, que afirma la primacia absoluta de l'experimentació i de la raó. Aquesta evolució no es va fer sense topades. Així, el 1890, la tesi de filosofia de Georges Dwelshauwers va provocar vius debats per les seves posicions atees mentre que les de la majoria dels professors de la facultat de filosofia i lletres eren sempre deistes.
Aquests conflictes entre doctrinaris i progressistes, després entre liberals i socialistes es traduiran igualment a la Universitat lliure de Brussel·les per l'afer Reclus. Elisée Reclus, geògraf francès anarquista, havia estat convidat a oferir un curs a la Universitat lliure de Brussel·les el 1892. El 1893 en resposta a un atemptat anarquista el consell d'administració es va oposar a la seva presència, desaprovant així el rector Hector Denis, primer socialista escollit en aquest lloc. Allò va provocar una escissió i la creació d'una Universitat nova que va perdurar fins a la Primera Guerra Mundial.

### Començament del segle XX
L'Institut de sociologia va ser fundat el 1902. L'any 1904 viu la creació de l'Escola de comerç Solvay. L'endemà de la Primera Guerra mundial, que va provocar la primera interrupció dels cursos de la universitat, quan Jules Bordet, professor a la Universitat lliure de Brussel·les se li atorga el Premi Nobel de Medecina (1919), es considera el traslladat en resposta al creixement de les necessitats en espai i a la demolició del palau Granvelle a conseqüència dels treballs d'una via de tren soterrada al centre de Brussel·les. Els treballs comencen el 1921 per l'edifici U inaugurat el 1924. La construcció de l'edifici A (que no és doncs l'edifici més antic contràriament a una idea rebuda) (1924-1928) és sostinguda financerament per la Belgian American Educational Foundation (hereva de la Commission for Relief in Belgium (CRB)), una organització americana (presidida per Herbert Hoover) destinada a restaurar l'ensenyament universitari a Bèlgica ferit per la guerra. Participa igualment amb la família Tournay-Solvay al finançament de la ciutat Héger oberta el 1933. El 1939, és inaugurat l'Institut de cancerologia Bordet, al boulevard de Waterloo.

### Neerlandès i naixement de la Vrije Universiteit Brussel
Certs cursos van ser donats en neerlandès a la Universitat lliure de Brussel·les des de 1935 a la facultat de Dret, i el 1963 a gairebé totes les facultats. La Universitat lliure de Brussel·les es va escindir l'octubre de 1969 segons la llengua, donant a llum la Vrije Universiteit Brussel (neerlandòfona). Aquesta escissió va ser confirmada per una llei el 1970 que va consagrar la separació total de les dues entitats.

## Situació actual
La universitat és principalment implantada sobre tres campus : el campus del Solbosch i el campus de la Plaine a Ixelles, i el campus Érasme a Anderlecht. El principal és el del Solbosch, que acull l'administració central i la majoria de les facultats. El campus de la Plaine acull la Facultat de les ciències, l'Institut de farmàcia i l'Institut d'arquitectura Victor Horta. La Facultat de medecina i l'Hospital universitari Érasme estan per la seva banda instal·lats al campus d'Anderlecht.
La Universitat lliure de Brussel·les és totalment independent de la Vrije Universiteit Brussel (VUB) encara que el nom d'aquesta sigui l'exacte equivalent en neerlandès del nom d'aquella, i que són veïnes a l'antiga plaine des Manœuvres (campus de la Plaine).

## Facultats, instituts i escoles
- Facultat de Filosofia i Lletres
  - Departament d'Arts i arqueologia
  - Departament d'Història
  - Departament de Llengües i literatures
  - Departament de Filosofia i Ciències de les religions
  - Departament de Ciències de la Informació i la comunicació
- Facultat de dret
  - Departament de Dret
  - Escola de Ciències criminològiques
- Facultat des Ciències socials, polítiques i econòmiques
  - Departament de Ciències socials
  - Departament de Ciències polítiques
  - Departament de Ciències econòmiques
  - Institut de Ciències del treball
  - Solvay Business School
- Institut d'Estudis Europeus
  - Secció econòmica
  - Secció jurídica
  - Secció política
  - Secció Història i Cultures
- Facultat des Ciències psicològiques i de l'Educació
- Facultat de Ciències
  - Departament d'Informàtica
  - Departament de Biologia
    - Departament de Biologia dels organismes
    - Departament de Biologia molecular

  - Departament de Química
  - Departament de Geografia
  - Departament de Matemàtiques
  - Departament de Física
  - Departament de Ciències de la terra i del medi ambient
  - Escola interfacultats de bioenginyeria
  - Institut de Gestió del Medi Ambient i Disposició del Territori
- Facultat de Medecina
- Escola de Sanitat Pública
- Institut Superior d'Educació física i de kinesiteràpia
- Institut de farmàcia
- facultat de Ciències Aplicades
  - Escola interfacultats de bioenginyeria

Depenent igualment de la Universitat lliure de Brussel·les :
- Escole d'infermeria i de tocologia
- Institut Superior d'Arquitectura Victor Horta

## Museus de la Universitat Lliure de Brussel·les
La Universitat lliure de Brussel·les disposa d'onze museus als quals s'afegeixen col·leccions universitàries poc accessibles al públic (cartoteca geogràfica, geologia i mineralogia, instruments elèctrics antics, motlles en guix, numismàtica...).
- Centre de Cultura científica
- Centre de Recerques i d'Estudis tecnològics de les Arts plàstiques
- Ecomuseu del riu Viroin
- Experimentarium
- Jardí botànic Jean Massart
- Museu d'art contemporani - Salle Allende
- Museu-biblioteca Michel de Ghelderode
- Museu d'Anatomia i d'Embriologia humanes
- Museu de la Medecina
- Museu de les Plantes medicinals i de la Farmàcia
- Museu de Zoologia

Plana web dels museus de l'Université libre de Bruxelles

## Nobel
La Universitat Lliure de Brussel·les ha vist quatre dels seus diplomats o professors recompensats amb el premi Nobel i no tres com sovint es diu. Henri La Fontaine se sovint oblidat (potser perquè no ha estat professor contràriament als altres tres).
- Henri La Fontaine (1854 – 1943) : premi Nobel de la pau el 1913.
- Jules Bordet (1870 - 1961) : premi Nobel de medecina el 1919.
- Albert Claude (1899-1983) : premi Nobel de medecina el 1974.
- Ilya Prigogine (1917 - 2003) : premi Nobel de química el 1977.

## Premi Francqui
En el transcurs d'aquests deu darrers anys a diversos professors de la Universitat lliure de Brussel·les se'ls ha atorgat el premi Francqui.
- Éric Remacle
- Paul Magnette
- Marc Henneaux
- Marc Parmentier
- Mathias Dewatripont
- Étienne Pays
- Gilbert Vassart
- Jacques Urbain
- Marc Wilmet
- François Englert
- Pierre Gaspard

## Medalla Fields
Una medalla Fields ha estat atorgada a Pierre Deligne el 1978.

## Doctors Honoris Causa
La Universitat lliure de Brussel·les honora igualment personalitats de renom per les seves activitats diverses nomenant-los doctors honoris causa.
- 1973 : Salvador Allende
- 1979 : Maurice Béjart, Paul Delvaux
- 1984 : Simone Veil, Willy Brandt, Nelson Mandela, Andreï Sakharov, Altiero Spinelli
- 1987 : Abdou Diouf, Ximon Peres, Sandro Pertini, Mário Soares
- 1989 : Doïna Cornéa, Fang Lizhi
- 1990 : Alexander Dubček
- 1991 : Bronisław Geremek, Arpad Gönc, Václav Havel
- 1992 : Fédérico Mayor, Hubert Reeves
- 1993 : Edgar Morin
- 1994 : Simon Wiesenthal, Albert II de Monaco, Pierre Alechinsky
- 1995 : Théodore Angelópulos, André Delvaux, Henri Storck, Andrzej Wajda
- 1996 : Immanuel Wallerstein, Baron Arthur Haulot, Marek Edelman
- 1997 : Marc Van Montagu, André Capron
- 1998 : Claude Allègre
- 1999 : Jean-Didier Vincent
- 2000 : Louise Arbour, Nora Irma Morales De Cortinas, Simone Susskind, Wassyla Tamzali, Joaquim Chissano
- 2001 : Toots Thielemans (títol atorgat juntament amb la Vrije Universiteit Brussel)
- 2002 : Hywel Ceri Jones, Domenico Lenarduzzi, Alan Smith, Angélique Verli
- 2004 : Philippe Busquin
- 2005 : Fadela Amara, Baltasar Garzón Real, Pierre Goldschmidt, Alpha Oumar Konaré, Robert Maistriau, Radhia Nasraoui
- 2007 : Nawal el Saadawi